# 松野信夫
松野 信夫（まつの のぶお、1951年6月2日 - ）は、日本の政治家、弁護士。衆議院議員（1期）、参議院議員（1期）、法務大臣政務官（野田第2次改造内閣）を務めた。

## 来歴
東京都中野区生まれ（本籍地は熊本県上益城郡甲佐町）。東京学芸大学附属小金井中学校、東京都立西高等学校、東京大学法学部卒業。大学卒業後、損害保険会社勤務を経て、1979年に司法試験に合格。司法修習を経て1982年に弁護士登録を行い、熊本共同法律事務所に入所。司法修習34期の同期に山口那津男（公明党代表・参議院議員）、伊東秀子（元日本社会党衆議院議員）、谷垣禎一（前自由民主党総裁・衆議院議員）、千葉景子（元民主党参議院議員・法務大臣）。1994年にくまもと法律事務所を開業し、所長となる。開業後、地元である熊本県で水俣病やハンセン病の問題に取り組む。1997年に熊本県弁護士会副会長に就任した。
2000年、第42回衆議院議員総選挙に民主党公認で熊本2区から立候補したが、保守党現職で同党幹事長の野田毅にダブルスコアの大差で敗れる。2003年、第43回衆議院議員総選挙に再び熊本2区から民主党公認で立候補。選挙区では林田彪に敗れるが、重複立候補していた比例九州ブロックで復活し、初当選した。2005年の第44回衆議院議員総選挙では自由民主党の野田毅に再び敗れ、落選。落選後も引き続き熊本2区からの立候補に意欲を示していたが、小沢一郎民主党代表（当時）の要請を受けて2007年の第21回参議院議員通常選挙に熊本県選挙区から立候補し、自民党の三浦一水らを破り当選した。熊本県選挙区で自民党候補者の敗北は平成元年（1989年）の第15回参議院議員通常選挙以来のことだった。
2008年7月から民主党熊本県総支部連合会代表を務める。
2010年10月、第22回参議院議員通常選挙敗北を受けて県連代表を辞任し、常任顧問に就任。
2012年6月、野田第2次改造内閣で法務大臣政務官に任命。
同年12月16日、第46回衆議院議員総選挙で民主党が大敗したことで、衆参合わせて熊本県の選挙区から選出された唯一の民主党議員になった。
2013年7月21日の第23回参議院議員通常選挙にて自民党の馬場成志の得票率60.6%の450,617票に対して、得票率29.8%の221,553票で2倍以上の得票差で敗れて落選した。
2021年11月3日、秋の叙勲において旭日中綬章を受章。
2023年、立憲民主党熊本県総支部連合会顧問に就任。
2025年の第27回参議院議員通常選挙では熊本の野党統一候補である党県連会長の鎌田聡の選対本部長を務める。

## 政策・主張
- Winnyについて、2004年5月28日の衆議院法務委員会で、同年5月10日に京都府警が開発者を著作権法違反幇助で逮捕したことに疑義を呈する立場より質問を行った[9]。
- 2009年3月、小沢一郎民主党代表（当時）の公設秘書が西松建設から2億円以上の不正献金を受け取り、政治資金規正法違反で東京地検特捜部に逮捕された問題を受け、「明らかに違法であったが故に逮捕と言う事になったんだと、いうように思っております」という見解を示した麻生太郎首相[10]について、参議院法務委員会で「刑事司法のイロハのイも分かっていないむちゃくちゃ答弁だ」と森英介法務大臣に詰め寄り、麻生の発言を非難した[11]。
- 選択的夫婦別姓制度に賛成[12][13]。
- 憲法9条や憲法96条の改正に反対[14]。
- 集団的自衛権の行使に反対[14]。
- 健康増進法を努力規定ではなく義務規定として、受動喫煙防止を徹底することに反対[15]。

## 人物
- 趣味は乱読の読書、映画、音楽、落語、ミュージカルの鑑賞。
- 中学時代は野球、高校時代は陸上部で主将を務め、大学では陸上部の短距離ランナー、途中からはやり投げに転向し活躍する。現在も暇をみては、ジョギング・水泳・卓球・野球等に勤しむ。
- 好きな食べ物はカレーライス、ラーメン、野菜の煮物、豆腐料理。

## 所属団体・議員連盟
- リベラルの会
- 死刑廃止を推進する議員連盟
- 戸籍法を考える議員連盟
- 公共事業チェック議員の会（会長）
- 民主党被爆者問題議員懇談会（会長）
- 在日韓国人をはじめとする永住外国人住民の法的地位向上を推進する議員連盟
- 朝鮮半島問題研究会
- 人権政策推進議員連盟（事務局長）
- 立憲フォーラム（呼びかけ人）
- 「共謀罪」に反対する超党派国会議員と市民の集い（呼びかけ人）[16]
- 熊本県日中友好協会（会長）[17]